# Herculis 2009
Herculis 2009 – mityng lekkoatletyczny, który odbył się 28 lipca w Monako na Stade Louis II. Zawody były zaliczane do cyklu World Athletics Tour i posiadały rangę Super Grand Prix IAAF.

## Rezultaty

### Mężczyźni
| Konkurencja           | 1. miejsce             | 1. miejsce | 2. miejsce            | 2. miejsce | 3. miejsce        | 3. miejsce |
| --------------------- | ---------------------- | ---------- | --------------------- | ---------- | ----------------- | ---------- |
| 100 m                 | Churandy Martina       | 10,07      | Darvis Patton         | 10,08      | Monzavous Edwards | 10,12      |
| 400 m                 | LaShawn Merritt        | 44,73      | David Neville         | 45,26      | David Gillick     | 45,34      |
| 800 m                 | Abubaker Kaki          | 1:43,50    | Jurij Borzakowski     | 1:43,58    | Nick Symmonds     | 1:43,83    |
| 1500 m                | Mehdi Baala            | 3:30,96    | Antar Zerguelaine     | 3:31,21    | Abdalaati Iguider | 3:31,47    |
| 3000 m                | Moses Ndiema Kipsiro   | 7:30,95    | Silas Kipruto         | 7:32,52    | Sammy Alex Mutahi | 7:33,02    |
| 3000 m z przeszkodami | Tareq Mubarak Taher    | 8:07,24    | Michael Kipyego       | 8:08,48    | Ruben Ramolefi    | 8:11,63    |
| 110 m przez płotki    | Dayron Robles          | 13,06      | Joel Brown            | 13,34      | Dwight Thomas     | 13,36      |
| 400 m przez płotki    | L.J. van Zyl           | 47,94      | Bershawn Jackson      | 47,98      | Danny McFarlane   | 48,13      |
| Skok o tyczce         | Renaud Lavillenie      | 5,88       | Brad Walker           | 5,80       | Romain Mesnil     | 5,80       |
| Skok w dal            | Godfrey Khotso Mokoena | 8,28       | Christopher Tomlinson | 8,11       | Salim Sdiri       | 8,02       |

### Kobiety
| Konkurencja        | 1. miejsce         | 1. miejsce | 2. miejsce               | 2. miejsce | 3. miejsce              | 3. miejsce |
| ------------------ | ------------------ | ---------- | ------------------------ | ---------- | ----------------------- | ---------- |
| 100 m              | Shelly-Ann Fraser  | 10,91      | Debbie Ferguson-McKenzie | 10,97      | Veronica Campbell-Brown | 11,03      |
| 800 m              | Maggie Vessey      | 1:57,84    | Maria Sawinowa           | 1:58,39    | Jennifer Meadows        | 1:58,63    |
| 1500 m             | Maryam Yusuf Jamal | 3:58,83    | Gelete Burka             | 3:59,56    | Mariem Alaoui Selsouli  | 4:00,95    |
| 100 m przez płotki | Sally McLellan     | 12,50      | Priscilla Lopes-Schliep  | 12,54      | LoLo Jones              | 12,61      |
| 400 m przez płotki | Lashinda Demus     | 52,63      | Melaine Walker           | 54,20      | Josanne Lucas           | 54,21      |
| Skok wzwyż         | Blanka Vlašić      | 2,03       | Ariane Friedrich         | 2,03       | Anna Cziczerowa         | 1,95       |
| Trójskok           | Yargelis Savigne   | 14,89      | Mabel Gay                | 14,41      | Tatiana Lebiediewa      | 14,39      |
| Rzut oszczepem     | Barbora Špotáková  | 65,37      | Steffi Nerius            | 62,33      | Kathrina Molitor        | 60,31      |